# Liste der Naturdenkmale in Moos (am Bodensee)
| Naturdenkmale | Anzahl |
| ------------- | ------ |
| FND           | 2      |
| END           | 7      |
| Gesamt        | 9      |

Die Liste der Naturdenkmale in Moos nennt die verordneten Naturdenkmale (ND) der im baden-württembergischen Landkreis Konstanz liegenden Gemeinde Moos. In Moos gibt es insgesamt neun als Naturdenkmal geschützte Objekte, davon zwei flächenhafte Naturdenkmale (FND) und sieben Einzelgebilde-Naturdenkmale (END).
Stand: 1. November 2016.

## Flächenhafte Naturdenkmale (FND)
| Name                     | Bild | Kennung     | Einzelheiten | Position | Fläche Hektar | Datum         |
| ------------------------ | ---- | ----------- | ------------ | -------- | ------------- | ------------- |
| Obere Roßwiesen          | BW   | 83350550009 | Moos         | ⊙        | 1,5           | 8. Apr. 1988  |
| Untere Roßwiesen         | BW   | 83350550008 | Moos         | ⊙        | 1,4           | 21. Feb. 1986 |
| Legende für Naturdenkmal |      |             |              |          |               |               |

## Einzelgebilde (END)
| Name                               | Bild | Kennung     | Einzelheiten                                     | Position | Fläche Hektar | Datum         |
| ---------------------------------- | ---- | ----------- | ------------------------------------------------ | -------- | ------------- | ------------- |
| Baumgruppe: 2 Sommerlinden         | BW   | 83350550007 | Moos                                             | ⊙        | 0,0           | 21. Dez. 1978 |
| 1 alte Winterlinde (Friedenslinde) | BW   | 83350550001 | Moos                                             | ⊙        | 0,0           | 21. Dez. 1978 |
| 1 Rotbuche – gelöscht              |      | 83350550003 | Moos Nicht mehr in der LUBW-Datenbank vorhanden. | ???      | 0,0           | 21. Dez. 1978 |
| 1 Rotbuche – gelöscht              |      | 83350550006 | Moos Nicht mehr in der LUBW-Datenbank vorhanden. | ???      | 0,0           | 21. Dez. 1978 |
| 1 Sielbirne – gelöscht             |      | 83350550004 | Moos Nicht mehr in der LUBW-Datenbank vorhanden. | ???      | 0,0           | 21. Dez. 1978 |
| 1 Walnussbaum                      | BW   | 83350550002 | Moos                                             | ⊙        | 0,0           | 21. Dez. 1978 |
| 2 Birnbäume                        | BW   | 83350550005 | Moos                                             | ⊙        | 0,0           | 21. Dez. 1978 |
| Legende für Naturdenkmal           |      |             |                                                  |          |               |               |